# 布理塔
布理塔（Brytta），是英國作家約翰·羅納德·瑞爾·托爾金（J.R.R. Tolkien）的史詩式奇幻作品《魔戒三部曲》中的虛構人物。
他是洛汗（Rohan）第十一任國王，任內遭到半獸人入侵，造成約六十年的動盪。

## 名字
布理塔（Brytta）一名是古英語，意思是「賜予者、分配者」Giver, dispenser，這是源於他慷慨的性格。另外他亦被稱為里歐法（Léofa），意思是「被愛戴的」Beloved，因為他的子民都很敬愛他。

## 總覽
布理塔是洛汗人（Rohirrim），是國王佛瑞拉夫（Fréalaf）的兒子及繼承人。不清楚他有沒有任何兄弟姊妹。他的兒子是瓦達（Walda）。
他是洛汗第十一位國王，也是王室第二支系的第二位國王。他任內半獸人因為戰敗於矮人與半獸人之戰爭（War of Dwarves and Orcs），故此大舉南逃入侵，造成戰亂。到他去世時，大部份半獸人都被殲滅，但仍有部份尚未被清除，繼續於日後形成威脅。布理塔也是一位受人敬重的國王，因為他十分大方，對所有向他求助的人都施以援手。
他生於第三紀元2752年，死於2842年，享年90歲。

## 生平
布理塔在第三紀元2752年出生，應該是首都伊多拉斯（Edoras）。2798年，他的父親佛瑞拉夫去世，由布理塔繼位。
2800年開始，半獸人從迷霧山脈（Misty Mountains）向南遷移至白色山脈（Ered Nimrais），在那裡紮根並騷擾洛汗。布理塔率領子民與牠們作戰多年，在他去世時眾人以為洛汗的半獸人已經被完全清除，但事實並非如此。
2842年，布理塔去世，結束了44年的統治，由他的兒子瓦達繼位。

## 資料來源
1. 1 2 3 4 5 6 7 8 9  《魔戒三部曲》 2001年 聯經初版翻譯 附錄一帝王本紀及年表
2. 1 2  Thain's Book: Brytta 的存檔，存档日期2012-01-07.
3. ↑  《魔戒三部曲》 2001年 聯經初版翻譯 附錄二編年史

| 前任： 佛瑞拉夫 | 洛汗國王 | 繼任： 瓦達 |